# Herman Laroche
Herman Augustovitch Laroche (en russe Герман Августович Ларош ; né le 25 mai 1845 à Saint-Pétersbourg et mort le 18 octobre 1904) est un compositeur et un critique russe de musique classique renommé dans toute la Russie.

## Biographie
Herman Laroche est né à Saint-Pétersbourg en 1845 dans la famille d'un professeur de français. Il étudie le piano avec Alexandre Dubuque au Conservatoire de Saint-Pétersbourg. Après avoir obtenu son diplôme du Conservatoire en 1866, il enseigne l'histoire et la théorie de la musique au Conservatoire de Moscou (1867-1870, 1883-1886) et au Conservatoire de Saint-Pétersbourg (1872-1875 et 1879). Il était un ami de toujours de Piotr Ilitch Tchaïkovski.
En 1867, il fait paraître dans Russky Vestnik un article nommé : "Glinka et son importance dans la musique", publié sous forme de livre séparé à Moscou en 1868. Il contribue régulièrement au journal Golos, y plaçant un feuilleton musical et littéraire.
Il donne de nombreuses conférences publiques sur l'histoire de la musique à Saint-Pétersbourg avec un grand succès. il a écrit dans le dépliant musical, l'Annuaire des théâtres impériaux.
Sous la direction de Laroche, une traduction en russe de la «Nouvelle biographie de Mozart» de A. D. Ulybyshev (écrite en français), réalisée par Modest Ilitch Tchaikovsky (frère de Piotr Ilitch), est publiée. 
Ses œuvres sont très peu nombreuses : 
- L’ouverture de l’opéra Karmozina (d'après une pièce d'Alfred de Musset)
- l’allegro symphonique 
  - Ces deux pièces ont été interprétées dans des collections symphoniques de la Société impériale de musique russe.
- une ouverture instrumentée par P.I. Tchaikovsky[1]
- une marche pour la pièce "Antoine et Cléopâtre" de W. Shakespeare, instrumentée par Glazounov[1]
- Plusieurs romances sur des poèmes d'Afanassi Fet[1].